# Хотедршиця
Хотедршиця (словен. Hotedršica) — поселення в общині Логатець, Осреднєсловенський регіон, Словенія. Висота над рівнем моря: 544,9 м.